# Івана Малетич
Івана Малетич (хорв. Ivana Maletić; нар. 12 жовтня 1973, Шибеник) — хорватський економіст і політичний діяч, депутат Європарламенту.

## Життєпис
Здобула освіту економіста в Університеті Загреба (1997). З 1997 по 2011 рік вона працювала на різних посадах у Міністерстві фінансів, спеціалізується у галузі державних фінансів і європейських фондів. З 2004 року вона була директором департаменту, з 2005 року — помічником заступника міністра, з 2008 року — державним секретарем у Міністерстві. Вона також вела академічні лекції і була автором публікацій у галузі фінансового менеджменту. Вона входила до складу групи з ведення переговорів про вступ Хорватії до Європейського Союзу, з 2010 року обіймала посаду заступника головного переговірника. У 2011 році вона приєдналась до неурядового сектору як генеральний директор центру розвитку.